# 水蛇座η2b
水蛇座η2b是一颗位于水蛇座、距离地球217光年的系外行星，编号为HD 11977b。其母星为水蛇座η²。